# Nambassa

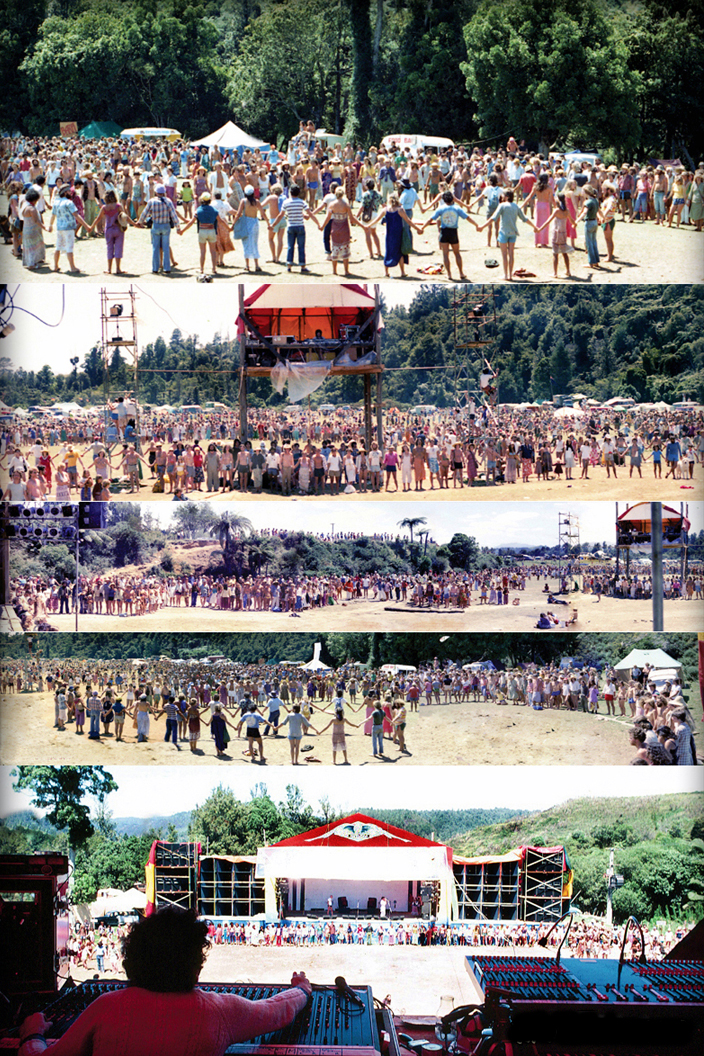
Édition de 1981

Nambassa est le nom d’une série de festivals qui eurent lieu entre 1976 et 1981 dans de grandes fermes de Nouvelle-Zélande  entre Waihi et Waikino. Le thème de ses festivals, dans la tradition hippie et New Age, était la paix, l’amour et l’environnement. 
En plus des concerts, des stages divers étaient donnés ainsi que des présentations sur les médecines non conventionnelles, les énergies durables et la nourriture biologique (un « marché du village » était installé à chaque rassemblement).

## Les festivals

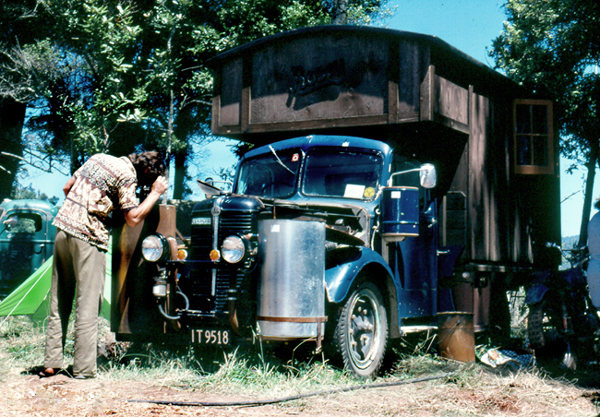
Un producteur de gaz de bois au Centre des Énergies alternatives

- Janvier 1977. Festival  de Waikino à la ferme Bicknel, dans la vallée Waitawheta, entre Waihi and Waikino. 5500 personnes.
- Décembre 1977. Auckland, 10,000 personnes.
- Janvier 1978. Trois jours à la ferme Hulses dans la Golden Valley, au nord de Waihi. 25,000 personnes.
- Octobre 1978. Show d’hiver de Nambassa pour la promotion du festival de 1979.
- Décembre 1978. Maritoto Valley, 1500 personnes.
- Janvier 1979. Festival de plage de Nambassa beach festival, Waihi Beach Mount Maunganui et Coromandel.
- Janvier 1979. Festival de trois jours Nambassa à la ferme  Hulses. 75,000 personnes (150 000 selon TVNZ, Television New Zealand).
- Janvier 1981. Festival de 5 jours. 20,000 personnes.

## Personnalités et artistes participants

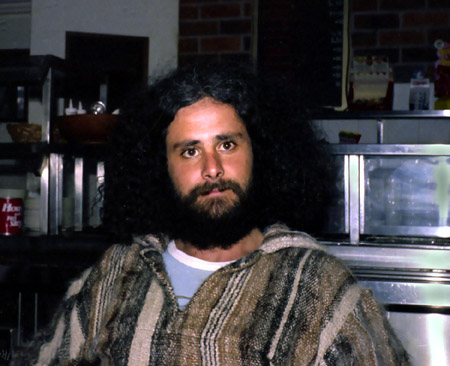
Peter Terry, fondateur et organisateur des festivals

Quelques-uns des centaines d’artistes qui ont participé aux festivals :
Split Enz, Little River Band, avec Glenn Shorrock, Skyhooks, John Mayall, Dizzy Gillespie, Sonny Terry et  Brownie McGhee, Charlie Daniels, Barry McGuire, Kevin Borich, Topp Twins, Limbs Dance Company, Rick Steele and the Hot Biscuit Band, Citizen Band, Tribrations, Midge Marsden, Dave Maybee, The Plague, Chris Thompson, Garry McCormick, Sam Hunt et également  Stephen Gaskin, militant hippie et candidat aux élections présidentielles de 2000 aux États-Unis, Satchidananda, qui avait ouvert le Festival de Woodstock en 1969, Ina May Gaskin, Eileen Caddy de  Findhorn, Ram Dass, Oren Lyons, amérindien du peuple Onondaga, Jim Cairns, Twin Oaks Community, Eva Rickard, Tim Shadbolt, Jonathon Daemion.

## Les thèmes

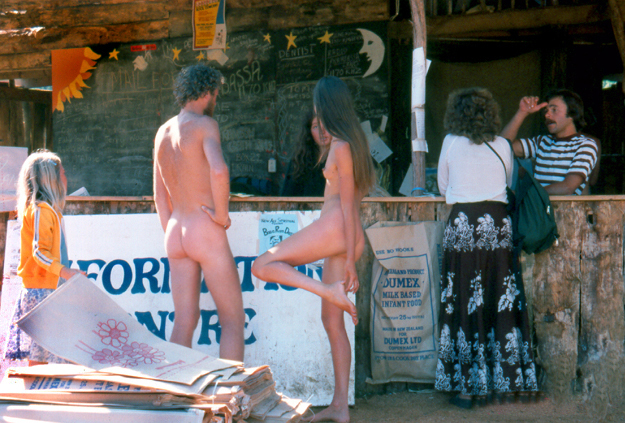
Festivaliers nus à un stand du village

Nambassa est à l’origine d’un nouveau type de rassemblement qui se développa par la suite un peu partout dans le monde, bien que dans des proportions moindres.  
Les festivals Nambassa n’étaient pas que des spectacles musicaux, ils visaient à proposer un nouveau mode de vie au sein de la société très conservatrice de Nouvelle-Zélande dans les années 1970. L’idée principale, propre au courant New Age, était que les connaissances de la spiritualité et de la guérison du passé s’étaient perdues sous la domination de l’Église catholique romaine.
L’alcool et la viande n’étaient pas distribués sur les lieux du festival mais ceux qui le souhaitaient pouvaient en apporter.  Des milliers de personnes dans l’assemblée étaient nues pendant la plus grande partie du festival.  La répression par la police de la consommation de marijuana créa quelques émeutes mais un compromis fut trouvé avec la police afin d’éviter que les choses aillent plus loin. 
Par la suite, la police publia un communiqué de presse félicitant les organisateurs pour la gestion de l’événement.

## Film
Nambassa Festival, un documentaire de deux heures. Une version de 50 minutes a été présentée au festival de Cannes de 1980